# Торнтон, Зак
Зак То́рнтон (англ. Zach Thornton; 10 октября 1973, Эджвуд, Мэриленд, США) — американский футболист, вратарь. Выступал за сборную США.

## Карьера

### Молодёжная карьера
Торнтон два года обучался в Общественном колледже Эссекса, где тренером футбольной команды был Сонни Аскью. В 1993—1994 годах обучался в Колледже Лойолы в Мэриленде, где кроме футбола играл в лякросс.

### Клубная карьера
В феврале 1996 года на Инаугуральном драфте MLS Торнтон был выбран в седьмом раунде под общим 69-м номером клубом «Нью-Йорк/Нью-Джерси Метростарз». В клубе он был сменщиком Тони Меолы. В MLS дебютировал 27 апреля 1996 года в матче против «Коламбус Крю». В 1997 году находился в аренде в клубе USISL «Норт Джерси Империэлз».
6 ноября 1997 года на Драфте расширения MLS Торнтон был выбран клубом «Чикаго Файр». Защищал ворота «Чикаго Файр» 21 марта 1998 года в матче стартового тура сезона против «Майами Фьюжн», ставшем для обоих клубом дебютом в MLS. В том году Торнтон помог «Чикаго Файр» оформить «золотой дубль» — выиграть чемпионат (Кубок MLS) и Открытый кубок США, был назван вратарём года в MLS и был включён в символическую сборную MLS. Играя за «Файр», отбирался на Матч всех звёзд MLS четыре раза — в 1998, 1999, 2000 и 2001 годах.
1 февраля 2004 года Торнтон перешёл в клуб чемпионата Португалии «Бенфика», подписав шестимесячный контракт. Однако, он не провёл ни одного матча за клуб.
10 сентября 2004 года Торнтон вернулся в «Чикаго Файр». В сезоне 2004 он не получил игрового времени, основным вратарём клуба являлся его бывший дублёр Хенри Ринг. В сезоне 2005 он вернул себе место в воротах «Файр».
2 марта 2007 года Торнтон был обменян в «Колорадо Рэпидз» на пик дополнительного драфта MLS 2008. В клубе он был сменщиком Буны Кундула. Дебютировал за «Рэпидз» 9 сентября 2007 года в матче против «Лос-Анджелес Гэлакси», заменив Кундула, получившего травму, на 58-й минуте. По окончании сезона 2007, 28 ноября 2007 года, «Колорадо Рэпидз» отчислил Торнтона.
17 января 2008 года Торнтон подписал контракт с «Нью-Йорк Ред Буллз», бывшим «Метростарз». В клубе он был сменщиком Джона Конуэя.
1 августа 2008 года Торнтон был продан в «Чивас США», откуда ушёл Брэд Гузан. На следующий день в матче против «Чикаго Файр» он дебютировал за «Чивас США». 6 сентября 2008 года в матче против «Торонто» получил травму бедра, из-за чего пропустил шесть следующих матчей, вернувшись на поле 25 октября 2008 года в матче заключительного тура сезона против «Хьюстон Динамо», после того как Дэн Кеннеди получил красную карточку. Был отобран на Матч всех звёзд MLS 2009. По итогам сезона 2009, в котором пропустил 23 мяча в 27 матчах, в среднем — 0,87 мячей за матч, что стало вторым наиболее низким показателем в истории лиги, и провёл 12 сухих матчей, был назван вратарём года в MLS и был включён в символическую сборную MLS. В сезоне 2011, сыграв в двух первых матчах, уступил место в стартовом составе Кеннеди. По окончании сезона 2011 «Чивас США» не стал продлевать контракт с Торнтоном.
Торнтон был доступен на Драфте возвращений MLS 2011, но остался невыбранным.

### Международная карьера
В 1995 году Торнтон принимал участие в Панамериканских играх и Универсиаде.
За сборную США Торнтон дебютировал 22 ноября 1994 года в товарищеском матче со сборной Ямайки, в котором вышел на замену во втором тайме вместо Маркуса Ханеманна. Значился резервистом в составы сборной на Золотой кубок КОНКАКАФ 2002 и чемпионат мира 2002. Всего за сборную США Торнтон сыграл восемь матчей.

### Тренерская карьера
5 июля 2012 года Торнтон вернулся в свою альма-матер, Университет Лойолы в Мэриленде, в качестве добровольного тренера вратарей мужской футбольной команды. 20 августа 2012 года был назначен тренером вратарей футбольных команд Элизабеттаунского колледжа, мужской и женской. 17 января 2013 года Торнтон был назначен ассоциированным главным тренером мужской футбольной команды Университета Вилланова.
В начале 2015 года был нанят тренером вратарей клуба MLS «Ди Си Юнайтед». 13 января 2022 года вошёл в технический штаб нового главного тренера «Хьюстон Динамо» Пауло Нагамуры в качестве тренера вратарей.

## Достижения
Командные
 «Чикаго Файр»
- Чемпион MLS (обладатель Кубка MLS): 1998
- Победитель регулярного чемпионата MLS: 2003
- Обладатель Открытого кубка США: 1998, 2000, 2003

Индивидуальные
- Вратарь года в MLS: 1998, 2009
- Член символической сборной MLS: 1998, 2009
- Участник Матча всех звёзд MLS: 1998, 1999, 2000, 2001, 2009